# 櫥窗人生
《櫥窗人生》（英語：Betelnut Girls），是一部於2016年上映的電影，薛賢堅導演，曾珮瑜、許騰介、洪都拉斯、陳為民、王丁筑領銜主演。本片以檳榔西施為題材，台灣於2016年11月25日上映。

## 劇情簡介
張麗珍（曾珮瑜 飾）迫於老公吸毒坐牢多年，獨立生養兒子，晚上化身火辣的檳榔西施在檳榔攤老闆（洪都拉斯 飾）協助下養家活口。儘管周遭威脅誘惑不斷，她卻不曾低頭。菜鳥警察林康偉（許騰介飾）被指派上攤監管巡視，長期看著檳榔西施的日常，體諒她們辛苦，總狠不下心開出罰單。他與麗珍因職業關係不打不相識，開始交往。此時，鄰居與親戚的冷言閒語也逐漸侵襲，而麗珍賭性堅強的父親（陳為民 飾）留下賭債爛攤、婆婆（吳佳珊飾）不斷前來要走小孩。一向越挫越勇的麗珍，還能為自己開啟幸福嗎？

## 演員陣容

### 主要演員
| 演員姓名   | 角色名稱   | 介紹                                |
| 曾珮瑜     | 許麗珍     | 飾演單親媽媽帶著8歲小孩在檳榔攤工作 |
| 許騰介     | 林康偉     | 飾演警察                            |
| 洪都拉斯   | 檳榔攤老闆 |                                     |
| 陳為民     | 麗珍父親   | 飾演愛賭博的父親                    |
| 王丁筑     | 劉惠敏     | 飾演大陸新娘                        |
| 邱辰恩     | 小傑       | 飾演麗珍兒子                        |
| 吳佳珊     | 麗珍婆婆   | 飾演跟麗珍搶孫子的婆婆              |
| 韋汝       | 林康偉前妻 |                                     |
| 金妮(小花) | 喬喬       |                                     |

## 工作人員
- 出品人：
- 監製 : 陳俊中 葉峰
- 製作總監：龔仲湘 周玲萍
- 導演：薛賢堅
- 編劇：薛賢堅
- 製作公司：華稷多媒體有限公司

## 外部連結
- 華聯國際的Facebook專頁
- AllMovie上《櫥窗人生》的资料（英文）
- 豆瓣电影上《櫥窗人生》的資料 （简体中文）
- 时光网上《櫥窗人生》的資料（简体中文）
- 香港影庫上《櫥窗人生》的資料（繁體中文）
- 開眼電影網上《櫥窗人生》的資料（繁體中文）
- Yahoo奇摩電影上《櫥窗人生》的資料（繁體中文）
- 互联网电影数据库（IMDb）上《櫥窗人生》的资料（英文）